# 蔡子強

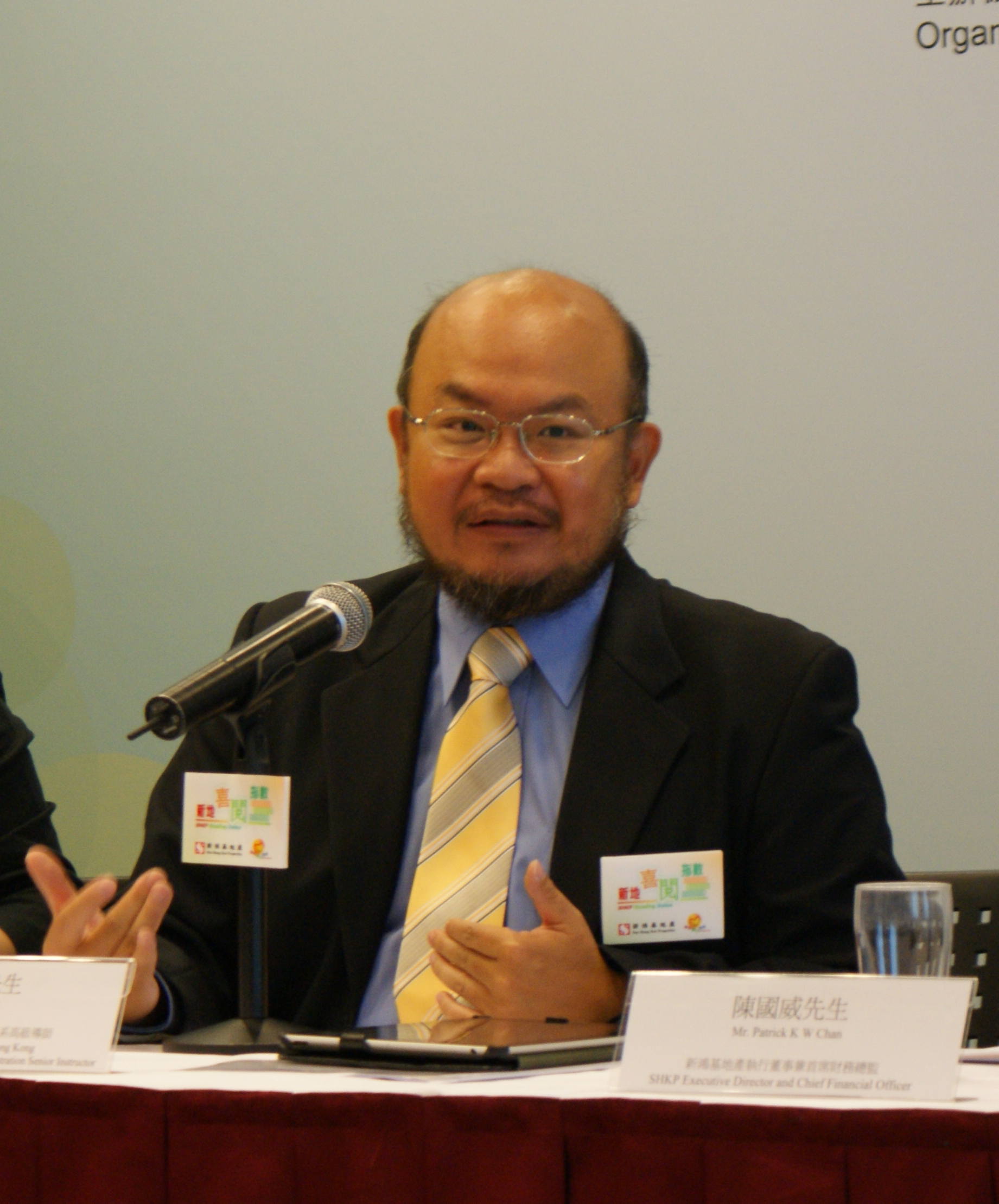
蔡子強在新地喜閱指數2012記者會上分享讀書心得

蔡子強（英語：Ivan Choy Chi-keung，1965年—），香港時事評論員，現任香港中文大學政治與行政學系高級講師（Senior Lecturer），前任香港城市大學社會科學學部講師。他專門研究香港選舉制度、政黨及議會發展，並有於香港各大報章發表文章，蔡子強及馬嶽於2021年12月16日公開指出隨着舊選舉制度走入歷史，新選舉制度無論從組成、背後所反映民意的程度、運作的邏輯都有很大變化，分析框架都和以前不再一樣，預料日後會逐步淡出研究香港選舉及評論時事工作。
蔡子強反對台獨跟港獨，認為這兩者對解決問題無益。
其兄蔡子培（Franco Choy）是中學教師，於北角閩僑中學任教逾35年，現為中文科主任。

## 簡歷
蔡子強1984年畢業於慈幼英文學校，當時蔡已參與學校辯論隊、演講及校際問答比賽。
在香港中文大學修讀企業管理系時，他開始對政治產生興趣。在1986年擔任第十六屆香港中文大學學生會副會長，1987年擔任第十七屆香港中文大學學生會會長，並選修政治與行政學系的科目。
擔任中大學生會長期間，蔡子強大力支持脫離英國殖民，主張民主回歸祖國，理念上屬於「民主回歸派」，相信中國，主將與北京建立良性互動，藉對話增進彼此的了解和互信，為彼此在民主、普選等看法上，奠定基礎與共識，達至雙贏。1987年時，他曾以中大學生會長身分領導學生，致函中國總理趙紫陽贊同民主回歸。
完成學士課程後，他在中大研究院進修哲學碩士課程，他的研究專攻政治，並開始以選舉制度作為重點。完成課程，取得政治與行政學的哲學碩士學位後，蔡子強曾任教澳門大學以及香港城市大學。在2004年擔任中文大學政治與行政學系高級導師。除了有撰寫學術著作，也在報章、電台和電視發表評論，並多次擔任電視台和電台政論節目主持人。與黃念欣一起主持香港電台電視部讀書節目《閱讀解碼》，該節目於2008年4月至6月間播出。他曾經積極參與香港民主運動，他曾加入終極普選聯盟。與陳健民、馬嶽、李詠怡等學者，同為推動普選組織，民主發展網絡的成員。
2019年7月31日，蔡子強於《明報》撰文表示，港府正面對「雙重危機」，連日來多次的嚴重衝突事件已令警民雙方和「藍黃」兩營之間仇恨不斷加深，社會嚴重撕裂。對於「成立獨立調查委員會、問責官員下台、行會總辭」等方案來解決危機的黃金時機已過，蔡子強認為「林鄭下台」才能使社會和解，「更換特首」可能是唯一兩邊都會接受的最大公因數，因為無論是抗爭者、民主派、「黃絲」、警察、建制派、「藍絲」都對林鄭月娥的怨氣甚深。
2019年10月，蔡子強自資出版新書《百年修得同船渡》，文章寫法以感性為主，是蔡向他人生路上22位良師益友的一份致意，首三篇的主角是「佔中三子」陳健民、朱耀明、戴耀廷。他表示從民主發展網絡年代開始，便認識陳健民與朱耀明，看到昔日戰友被判入獄很不開心，就決定兩人寫篇文章，後來覺得沒甚麼理由不寫同是「佔中三子」的戴耀廷，就此寫了開首三篇。出書的另一原因，五十多歲的他開始思考退休的事，出書是為人生作階段性總結。
2020年9月，蔡子強在報章專欄提及，這年大學流失新生特別多，沒有接受大學取錄的DSE考生數目急升，而且幾間排名較前的大學，情况更為嚴重，不少成績好的學生都出去了外國大學升學。全國政協副主席梁振英就蔡的文章評論，指新生流失的原因是家長對前中大副教授陳健民、中大校長段崇智、中大學生吳傲雪及港大學生會葉芷琳會長，避而遠之。梁振英更在社交網站向蔡子強隔空提問：「你知道在二號橋事件後，街市街坊給中大的花名嗎？」
2021年6月，蔡子強撰文《告別的年代：每個道別都感恩》，宣布暫停《明報》撰寫政評專欄。他表示自己寫了二十多年政治評論，曾經對選舉制度等起過一些作用，但今天發現這世界不講道理，再在政治評論中講道理變得相當滑稽，而且最近政治氣氛令人感到沉重及窒息，在這種無力感和困乏情況下，希望休息一段時間。他更表示告別的不單是朋友，更是長久以來的生活方式和相信的價值，如無罪推定、言論自由、公營廣播等。
2021年12月，香港政府在2021年香港立法會選舉投票日推出「免費乘車」來鼓勵市民投票，蔡子強認為大部分選民只需步行便可以由居所到達所屬票站，不需乘車前往，免費乘車的措施顯得政府章法大亂，政府目的是向北京顯示在鼓勵投票的工作上沒有懶惰。蔡分析港府大力催谷投票，可能與特首林鄭月娥她即將到北京述職爭取連任有關。
2021年12月16日，香港中文大學政治與行政學系副教授馬嶽和高級講師蔡子強出席《特區選舉：制度與投票行為》新書發佈會，當中兩人表示，隨着2021年3月全國人大落實修改選制後，舊有的選舉制度被改變，新選舉制度在組成、背後所反映民意的程度、運作的邏輯都有很大變化，分析框架都和以前不同，所以倆人會逐步淡出研究香港選舉及評論時事工作。蔡子強更表示：「我們的時代過去了。」

## 齊昕家庭照言論
2014年7月3日，蔡子強在《明報》發表評論文章《如果是你的子女》（2010年梁振英著書《如果是你的子女》），蔡評論時任行政長官梁振英女兒梁齊昕在網上發佈自殘相片的行为，引述梁齊昕訪問指公園家庭照是公關伎倆（lame PR stunt) 。其後，梁妻唐青儀批評蔡言論無知、冷血、涼薄且刻毒，「我不禁倒抽一口涼氣」。蔡子強回應指，文章是基於《信報》記者與梁振英女兒一個白紙黑字的對話紀錄，並指所講的公關技巧是梁齊昕提出；如果梁的家人不同意，應該在過去一個星期，直接面對記者提問和質詢，而非迴避記者提問。事件觸發數百名中大政治及行政系學生及校友聯署，指出唐青儀「不單扭曲文章內容，且嚴重詆毀了一位資深的香港政治學者和敝系的老師」。

## 感情生活
在《東周刊》專訪中，蔡子強透露在愛情路上並不如意。中學時期，由於他唸男校，有點怕女生，很遲才學會和與女孩子相處。大學時期，和女性交往又太過煞有介事，一直在感情路上無結果。他自言自己是那種只顧工作的男人，「會在辦公室過夜，煮公仔麵加兩條香腸來吃」。他曾有一位氣質有點像藝人李若彤的女朋友，感情維持了四年，已進展到談婚論嫁階段，但在2003年七一大遊行前夕，女朋友一聲不響地離開了。分手三年半後，蔡子強才逐漸忘懷失戀之痛。蔡子強說，他喜歡朱德庸筆下的一隻狗，雖然見盡人間悲劇，但依然樂觀向前走，相信前面會有好風景，並表示「我等待愛情亦一樣。」
2010年4月12日，梁家權發表《蔡子強不壞》文章，認為蔡子強為人太正經，可能令有心人也難以接近。4月14日，張寶華回應指「那位講師」沒人愛，不是因為他壞，而是他小家氣、心胸狹窄。張寶華指，在英國回來後一次跟他這位老朋友交談時，蔡傲慢的跟她說，如果她還想做記者，便要踏踏實實地做。蔡更眩耀他任職講師幾萬元的薪金如何豐厚、福利如何好等。張寶華更不滿蔡在他的專欄內常提及她，並以大哥哥看小妹的角度說，看見她這樣很心痛，批評她不應該作為記者去社交場合、不應該年資有限而出書、不應該問了一個「Too simple」的問題而被人關注等等。所以之後張寶華對他「避之則吉」。4月30日，蕭若元在其網台節目《蕭鼓聲中》分析蔡子強和同居女友分開的原因。
2022年1月21日，張寶華於她自己的YouTube Channel節目中，澄清蔡子強並無追求過她。

## 著作列表
- 蔡子強、馬嶽、陳雋文（2021）。《特區選舉：制度與投票行為》。香港：香港城市大學出版社。[25]。
- 蔡子強（2019）。《百年修得同船渡》。香港：進一步多媒體。ISBM 9789888011643。[26]。
- 蔡子強、黃潔慧（2013）。《拆穿官場語言偽術》。香港：明報出版社。ISBN 9789888207428。[27]
- 蔡子強（2010）。《餐桌現象學》，香港：上書局出版社。ISBN 9789881866431。[28]
- 蔡子強（2009）。《新君王論 V：政治領導的二十四門課》。香港：上書局出版社。ISBN 9881789664。[29]
- 蔡子強（2008）。《政治化妝大拆解 = It's spin, stupid; or it's stupid, spin?》。香港：上書局出版社。ISBN 9789881773562。[30]
- 陳健民、蔡子強（2008）。《民主的小故事與大道理》。香港：上書局出版社。ISBN 988999514X。[31]
- 蔡子強（2007）。《帶書上路》。香港：上書局出版社。ISBN 9889928647。[32]
- 蔡子強（2006）。《新君王論 IV：曾蔭權的領導筆記》。香港：上書局出版社。ISBN 9889928655。[33]
- 蔡子強、原復生、劉細良（2005）。《新君王論 III：大企業領袖》。香港：Cup出版社，ISBN 9889821575。[34]
- 蔡子強（2004）。《新君王論 II：從政治巨人身上尋找領導智慧》。香港：Cup出版社。ISBN 9889775492。[35]
- 蔡子強（2004）。《新君王論 : 政治領導的三十六門課》。香港：Cup出版社，ISBN 9628699377。[36]
- 馬嶽、蔡子強（2003）。《選舉制度的政治效果 : 港式比例代表制的經驗》。香港：香港城市大學出版社，ISBN 9629370875。[37]
- 蔡子強（2002）。《特區首個五年的選舉與政治》。香港：明報出版社。ISBN 9629736780。[38]
- 蔡子強、黃昕然、莊耀洸、蔡耀昌（1998）。《同途殊歸﹣前途談判以來的香港學運》。香港：人民科學出版社，ISBN 9626550120。[39]
- 蔡子強（1998）。《香港選舉制度透視》。香港：明窗出版社，ISBN 9629730391。[40]
- 蔡子強等（1998）。《叛逆歲月 : 香港學運文獻選輯》。香港：青文書屋，ISBN 9627258261。[41]